# La casa de Bernarda Alba (película)
La casa de Bernarda Alba es una película española dirigida por Mario Camus en 1986 a partir de la obra teatral homónima de Federico García Lorca.
Fue rodada en las localidades malagueñas de Ronda y Antequera, y en el pueblo gaditano de Zahara de la Sierra.

## Argumento
Tras la muerte de su segundo marido, Bernarda Alba somete a sus cinco hijas a una férrea disciplina que resulta, en la práctica, un enterramiento en vida. La aparición de un hombre, Pepe el Romano, para casarse con Angustias, hace que la vida de estas mujeres cambie drásticamente y de manera irreversible hacia un rumbo tan dramático como inesperado.

## Reparto
| Actor                 | Personaje     |
| --------------------- | ------------- |
| Irene Gutiérrez Caba  | Bernarda Alba |
| Ana Belén             | Adela         |
| Florinda Chico        | Poncia        |
| Enriqueta Carballeira | Angustias     |
| Vicky Peña            | Martirio      |
| Aurora Pastor         | Magdalena     |
| Mercedes Lezcano      | Amelia        |
| Rosario García Ortega | María Josefa  |

## Premios y nominaciones
2ª edición de los Premios Goya
| Categoría                 | Persona              | Resultado |
| ------------------------- | -------------------- | --------- |
| Mejor actriz protagonista | Irene Gutiérrez Caba | Candidata |
| Mejor dirección artística | Rafael Palmero       | Ganador   |
| Mejor diseño de vestuario | Pepe Rubio           | Candidato |

Fotogramas de Plata 1987
| Categoría            | Persona   | Resultado |
| -------------------- | --------- | --------- |
| Mejor actriz de cine | Ana Belén | Candidata |